# Taipalensuu
Taipalensuu är en ort i Pajala socken och Pajala kommun i Norrbottens län, alldeles på gränsen till Övertorneå kommun. Orten ligger cirka 14 kilometer norr om svenska Pello och cirka 2 kilometer söder om Jarhois. Byn ligger på östra sidan om Riksväg 99 vid Torneälvens strand.
I avseende på fastighetsredovisningen ingår Taipalensuu i byn Jarhois.
I december 2015 hade orten 5 folkbokförda invånare över 16 års ålder.

## Namnet
Namnet Taipalensuu är ett finskt namn som betyder bydelen vid början av färdvägen. Bydel syftar på att Taipalensuu är den södra delen av byn Jarhois.